# Карибска крастава жаба на Чуди
Карибските крастави жаби на Чуди (Peltophryne peltocephala) са вид земноводни от семейство Крастави жаби (Bufonidae).
Срещат се в голяма част от Куба.
Таксонът е описан за пръв път от швейцарския естественик Йохан Якоб фон Чуди през 1838 година.